# Mérifons
Mérifons (okzitanisch: Merifonts) ist ein Ort und eine französische Gemeinde mit 57 Einwohnern (Stand: 1. Januar 2022) im Département Hérault in der Region Okzitanien (vor 2016 Languedoc-Roussillon). Sie gehört zum Arrondissement Lodève und zum Kanton Clermont-l’Hérault. Die Einwohner werden Mérifonois genannt.

## Lage
Die Gemeinde Mérifons liegt in den südlichen Ausläufern der Cevennen, elf Kilometer südlich von Lodève. Das Gemeindegebiet wird vom Fluss Salagou durchquert. Umgeben wird Mérifons von den Nachbargemeinden Octon im Norden und Osten, Salasc im Südosten und Süden, Valmascle im Süden, Pézènes-les-Mines im Südwesten sowie Brenas im Westen.

## Bevölkerungsentwicklung
| Jahr                       | 1962 | 1968 | 1975 | 1982 | 1990 | 1999 | 2006 | 2012 | 2020 |
| Einwohner                  | 66   | 47   | 42   | 29   | 29   | 26   | 47   | 49   | 47   |
| Quellen: Cassini und INSEE |      |      |      |      |      |      |      |      |      |

## Sehenswürdigkeiten
- Kirche Saint-Pierre-ès-Liens aus dem 12. Jahrhundert, Monument historique seit 1978
- Burgruine Malavieille, 1098 erwähnt

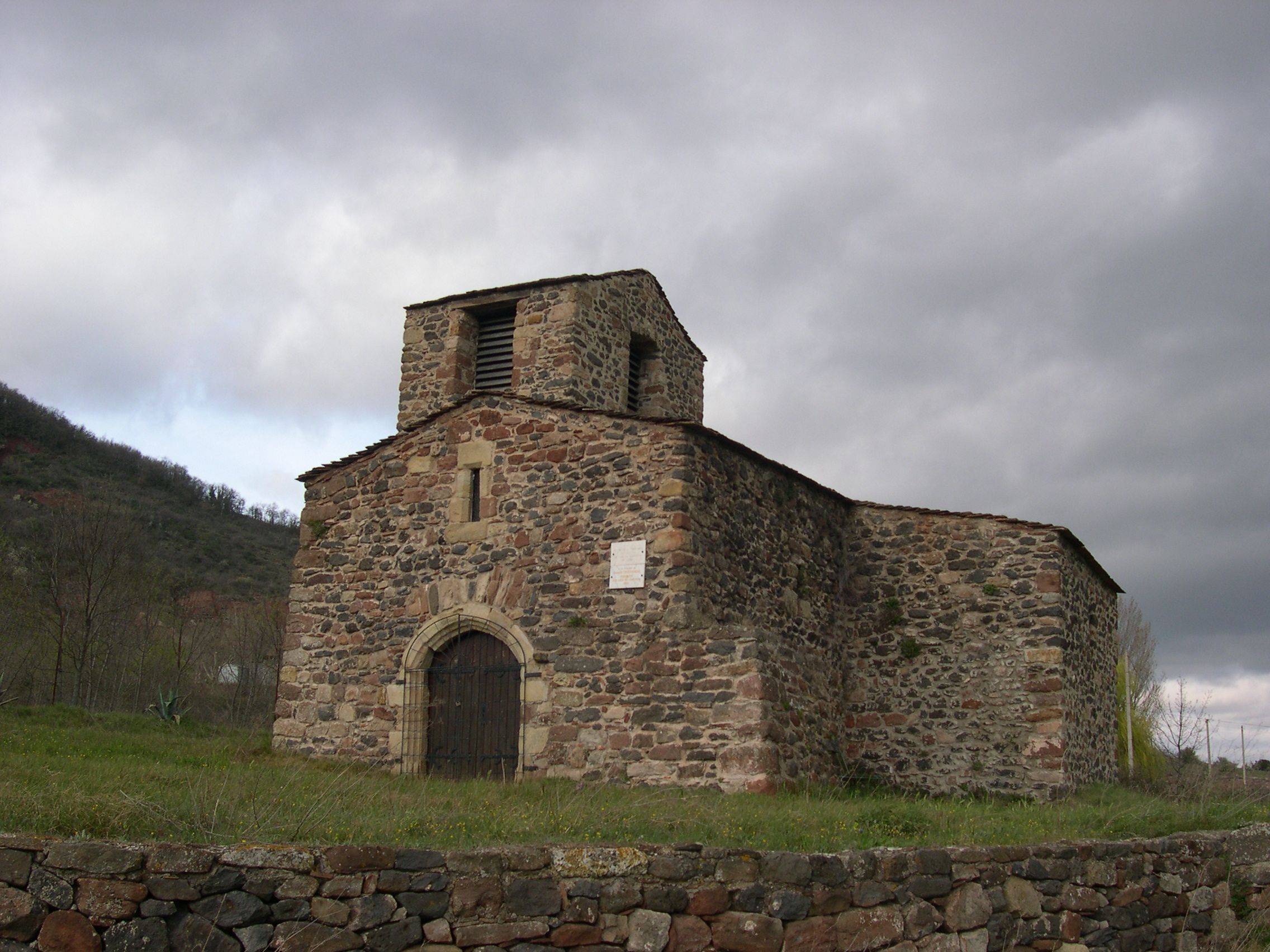
Kirche Saint-Pierre-ès-Liens
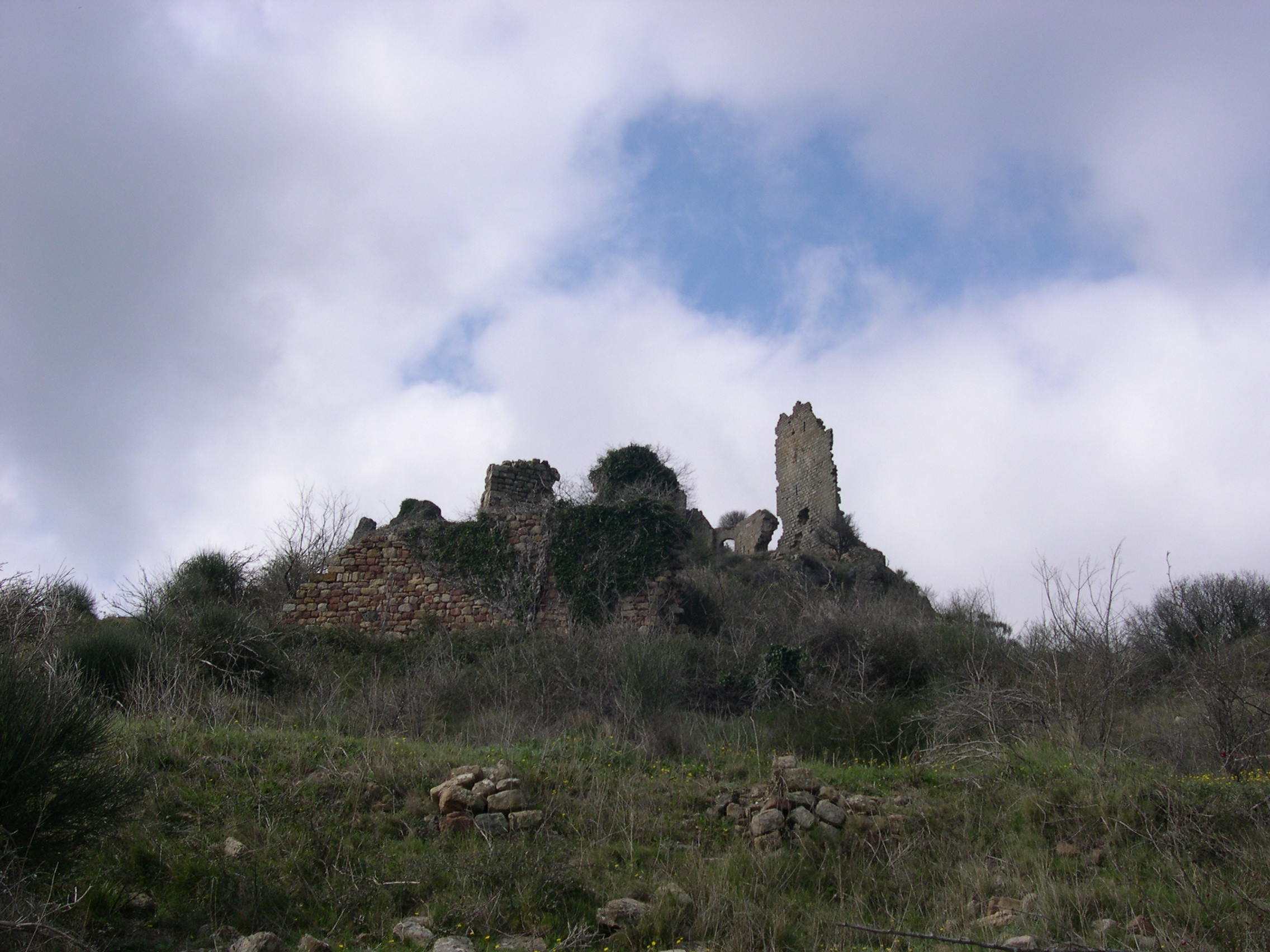
Burgruine Malavieille